# Tusitala unica
Tusitala unica là một loài nhện trong họ Salticidae.
Loài này thuộc chi Tusitala. Tusitala unica được Wanda Wesołowska & Anthony Russell-Smith miêu tả năm 2000.